# 30 juin 1935
Le dimanche 30 juin 1935 est le 181e jour de l'année 1935.

## Naissances
- Christian Hocquet (mort le 9 mars 2014), artiste
- John Harlin (mort le 22 mars 1966), alpiniste américain
- Lola Herrera, actrice espagnole
- Loren Cunningham (mort le 6 octobre 2023), missionnaire chrétien américain
- Lorenzo Pestelli (mort le 11 septembre 1977), écrivain suisse
- Pierre Perrier, scientifique français
- Slamet Abdul Sjukur (mort le 24 mars 2015), compositeur et ethnomusicologue indonésien
- Valentino Gasparella, coureur cycliste italien
- Yves Lepachelet (mort le 26 mars 1988), coureur cycliste français

## Décès
- Zsigmond Vincze (né le 1er juillet 1874), compositeur hongrois

## Événements
- Découverte de l'astéroïde (1784) Benguella
- Création du district de Bourli
- Grand Prix automobile de Penya-Rhin 1935
- Fin du championnat d'Italie de rink hockey